# Luigi Pirandello

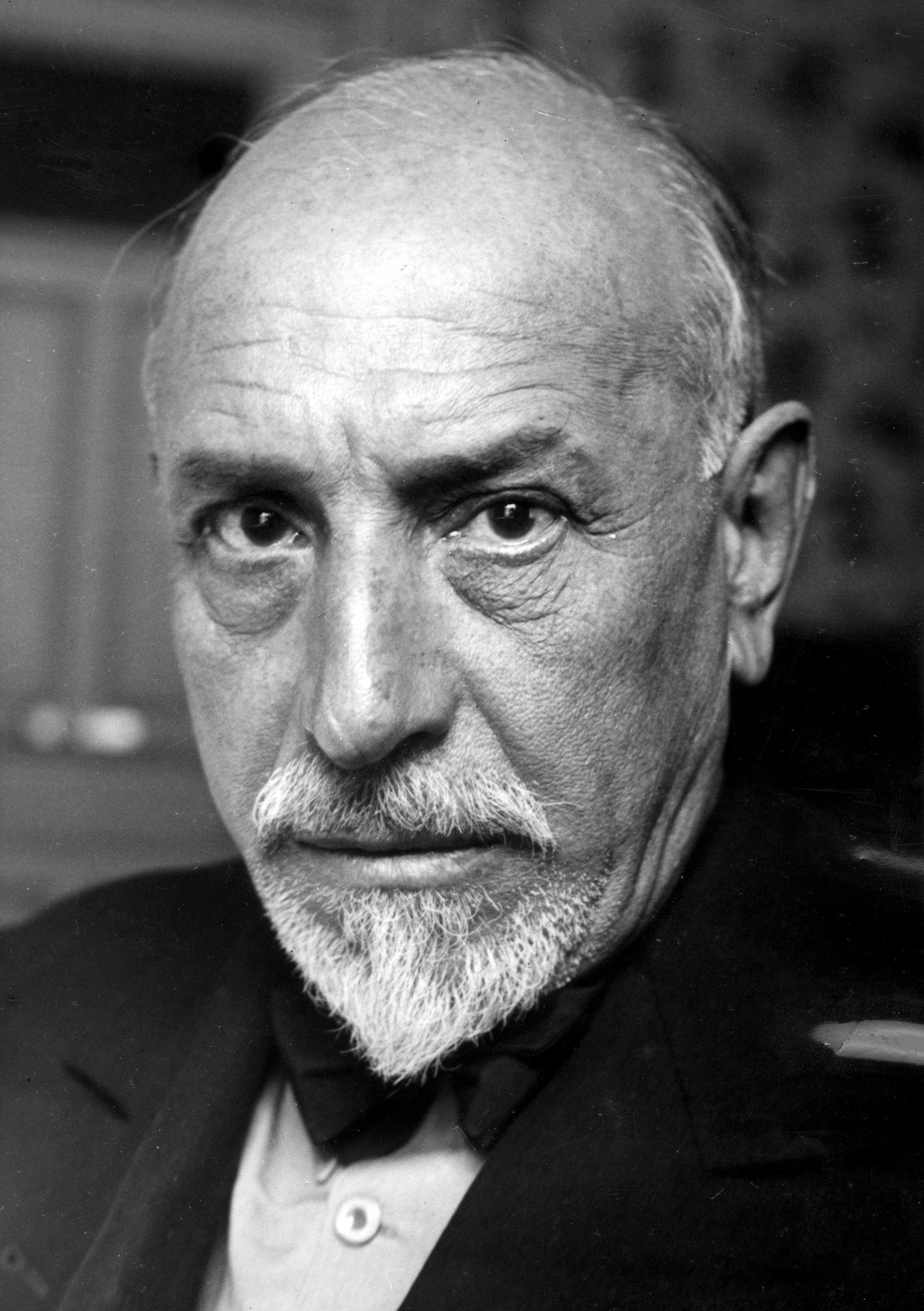
Luigi Pirandello (1934)

Luigi Pirandello (* 28. Juni 1867 in Girgenti, dem heutigen Agrigent, Sizilien; † 10. Dezember 1936 in Rom) war ein italienischer Schriftsteller. Er wird zu den bedeutendsten Dramatikern des 20. Jahrhunderts gezählt und erhielt 1934 den Nobelpreis für Literatur.

## Biografie

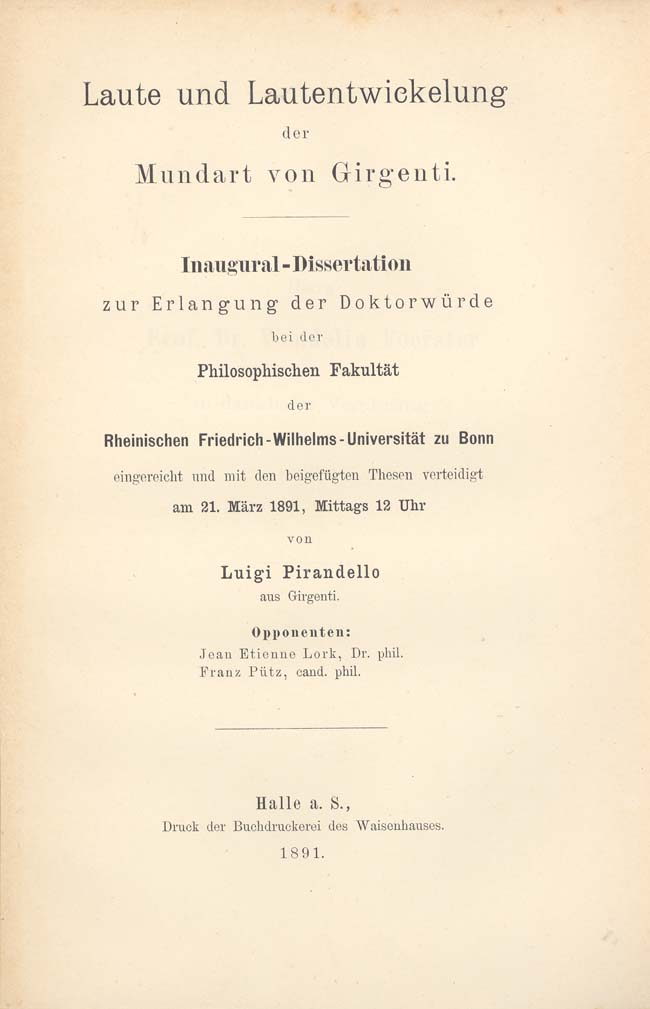
Bonner Dissertation von Pirandello (1891)

Pirandello wurde auf einem kleinen Landgut mit dem Namen Caos (dt.: Chaos) in einem Vorort von Agrigent als Sohn eines Schwefelgrubenunternehmers geboren. Er wuchs auf in Agrigent und Palermo und veröffentlichte schon während der Schulzeit erste literarische Versuche. Nach der Beendigung der Schule 1887 studierte er 1888/89 Romanische Philologie in Rom und vom Wintersemester 1889/90 bis zum Sommersemester 1891 an der Rheinischen Friedrich-Wilhelms-Universität in Bonn. Hier schloss er sich dem Akademischen Neuphilologischen Verein zu Bonn (heute Landsmannschaft Teutonia Bonn) an. In Bonn promovierte er über das Thema Laute und Lautentwicklung der Mundart von Girgenti, wurde allerdings nie Lektor am Romanischen Seminar, auch wenn er das mehrfach ankündigte. Heute erinnern eine Erinnerungsplakette an sein damaliges Wohnhaus, Breite Straße 83, und eine nach ihm benannte Straße im Bonner Ortsteil Ippendorf an seine Zeit in Bonn.

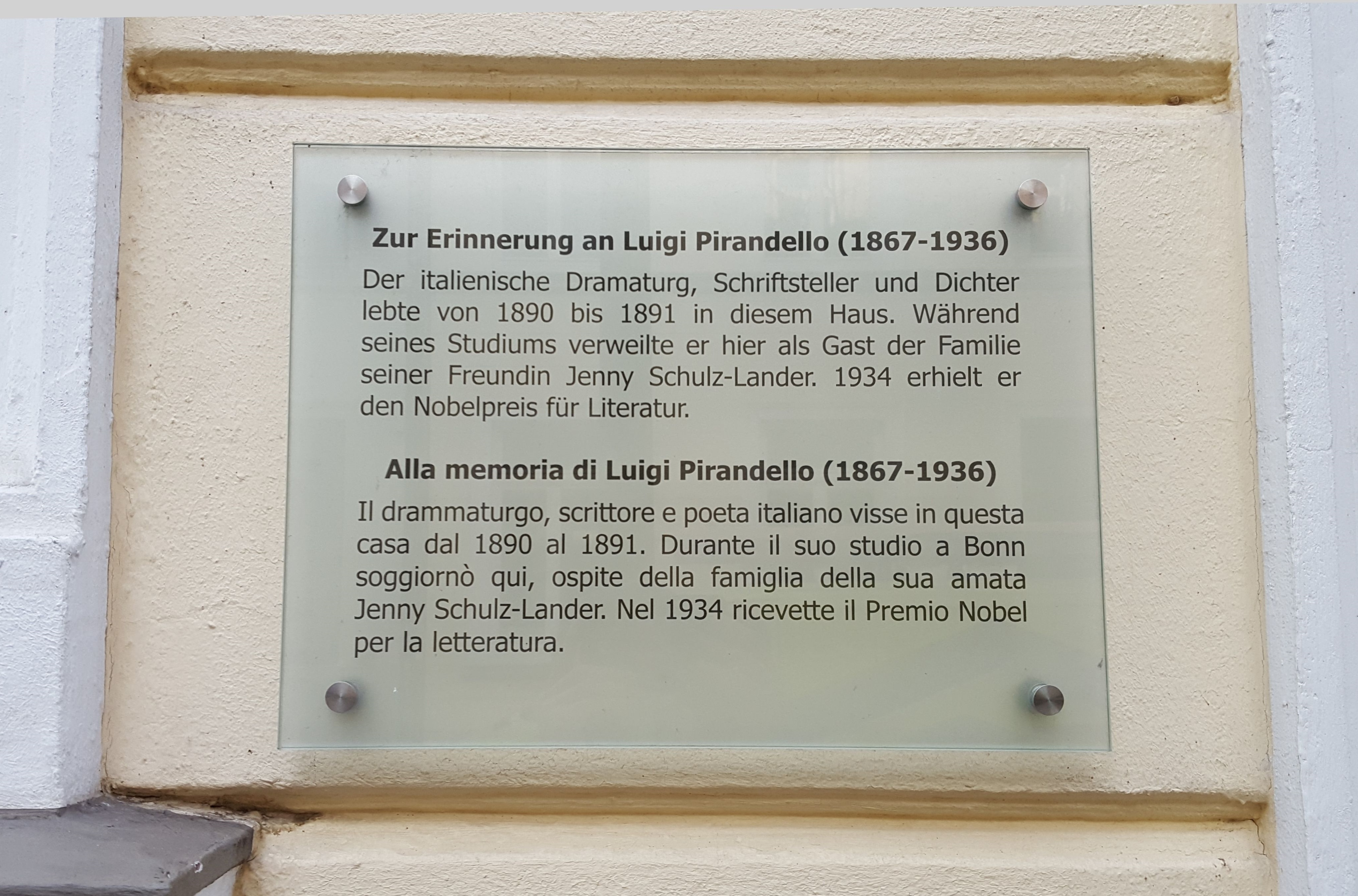
Gedenktafel am ehemaligen Bonner Wohnsitz

1892 kehrte Pirandello nach Italien zurück, ließ sich in Rom als freier Schriftsteller nieder und arbeitete als Journalist, bestritt seinen Lebensunterhalt aber hauptsächlich aus Zuwendungen seines Vaters und später den Erträgen der Mitgift seiner Frau. Er heiratete Ende Januar 1894 Antonietta Portulano; aus der Ehe gingen drei Kinder hervor. 1897 wurde er in Vertretung Hochschuldozent für Italienische Stilistik an der Pädagogischen Akademie in Rom, 1904 musste er nach dem Konkurs seines Vaters, bei dem auch die Mitgift Antoniettas verloren ging, tatsächlich als Schriftsteller und Professor die Familie erhalten. 1908 wurde er an diesem Institut zum Ordentlichen Professor ernannt. Diese akademische Stellung behielt er bis 1922. Seine Frau erkrankte psychisch und musste schließlich 1919 in einer geschlossenen Anstalt untergebracht werden; dort starb sie 1959.
Bereits 1904 erzielte Luigi Pirandello einen ersten großen Erfolg mit seinem Fortsetzungsroman Mattia Pascal, der bereits 1905 als „Der gewesene Matthias Pascal“ in Deutschland erschien. Erst in den 1910er Jahren wandte er sich dem Drama zu, dem Gebiet, das ihm weltweit literarischen Ruhm einbringen sollte. 1921/22 hatte er großen, teilweise von Skandalen begleiteten Erfolg mit seinen Stücken Sechs Personen suchen einen Autor und Heinrich IV. 1924 eröffnete er ein eigenes Theater, das Teatro d’Arte in Rom, weil ihm Mussolini seine Unterstützung für eine grundlegende Modernisierung des italienischen Theaters zugesagt hatte. Da diese Zusage nicht eingehalten wurde, ging er danach mit seiner Truppe auf Tourneen, die ihn durch Europa und nach Südamerika führten, musste sie aber 1928 auflösen und ging in ein freiwilliges Exil nach Berlin, 1930 dann weiter nach Paris. 1934 erhielt er den Nobelpreis und kehrte nach Rom zurück, wo er am 10. Dezember 1936 starb. Sein Wunsch war, dass sein Körper verbrannt und seine Asche nach Caos bei Agrigent gebracht würde. Andrea Camilleri beschrieb später den grotesken Umgang mit Pirandellos Asche, bei dem auch Zuschreibungen seines Verhältnisses zum Faschismus eine Rolle spielten.
Verhältnis zum Faschismus

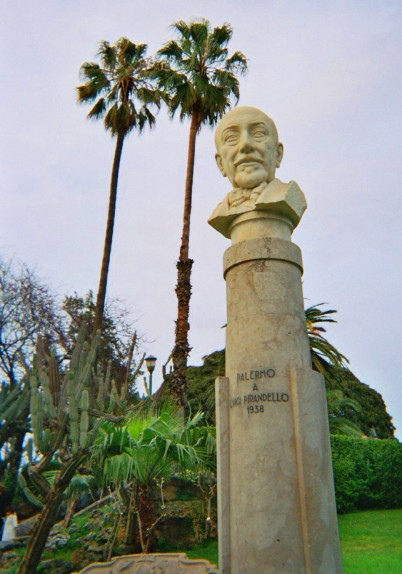
Büste von Luigi Pirandello in einem Park in Palermo

In der einschlägigen Literatur wird Pirandellos Verhältnis zum Faschismus durchwegs ambivalent charakterisiert. Unzweifelhaft ist, dass er im September 1924 – unmittelbar nach der faschistischen Ermordung Giacomo Matteottis und der daraus resultierenden Krise des Faschismus – ein Telegramm an Mussolini schickte, in dem er in betont unterwürfigem Ton um die Aufnahme in die Faschistische Partei bat, der er zeitlebens verbunden blieb, wofür er teils heftig kritisiert wurde. Die Medaille des Literaturnobelpreises ließ er 1936 einschmelzen, um Mussolinis Eroberungsfeldzug gegen Abessinien zu unterstützen. 
Auf der anderen Seite geht Pirandellos Werk, in dem das Leben als »groteskes Maskenspiel« wahrgenommen wird, was »konsequenterweise auch für den politischen Bereich gelten [muss]« durchaus nicht mit der faschistischen Doktrin konform. Bei Tourneen in Südamerika zeigte er sich offen für politisch Exilierte und erntete damit Kritik unter den Faschisten, der er durch demonstratives Zerreißen seines Parteiausweises begegnete – worauf man ihn um Verzeihung bat und einen neuen Ausweis ausstellte. Insofern interessant ist ferner ein Zitat, in dem er sich als »unpolitisch« bezeichnete. Auch deshalb bestehen Ansätze, die Pirandellos Nähe zum Faschismus mit indirekten Beweggründen in Verbindung setzen, so etwa mit dem tiefen Misstrauen, mit dem er den vorangegangenen Regierungen begegnete. Ein eher pragmatisch-opportunistisches Motiv könnte darin bestanden haben, dass er nach Unterstützung für seine Theatergesellschaft suchte und sie nur dann finden konnte, wenn er selbst sich in den Reihen der Faschisten befand.

## Literarisches Werk
Pirandello meinte zunächst, „nur in Versen schreiben zu können“ – und tatsächlich ist sein Jugendwerk bis zur Jahrhundertwende dominant der Lyrik und der Form des Versepos gewidmet. Allerdings ist er da in der Form allzu weit hinter der internationalen Entwicklung zurück und daher auch wenig erfolgreich. Unter dem Einfluss der Veristen (Luigi Capuana) beginnt er Kurzerzählungen und Romane zu verfassen, die freilich sofort inhaltlich die veristische Grundannahme eines „objektiven Erzählens“ und der notwendigen Folge von Ursache und Wirkung in Frage stellen: Von seinem ersten Roman Die Ausgestoßene (1893, veröffentlicht 1901) an regiert der Zufall, die – wie er es nennt – Streiche, die Leben und Tod den Menschen spielen (so der Titel einer frühen Novellensammlung). Mit dem Roman Il fu Mattia Pascal (Mattia Pascal (1904)) beginnt sein nationaler Ruhm, besonders in den späten Romanen (Aufzeichnungen des Kameramanns Serafino Gubbio, 1915; Einer, keiner, hunderttausend, 1925) lotet er die Grenzen des traditionellen Erzählens aus. Insbesondere der letzte Roman ist teilweise fast als Dialog mit dem Leser gestaltet, der dabei immer wieder lächerlich gemacht wird. Grundlage seiner Ästhetik ist dabei der von ihm ursprünglich in seiner Habilitationsschrift von 1908 entwickelt Umorismo, der sozusagen an der Grenze zwischen Komischem und Tragischem angesiedelt ist: das Lachen des Humoristen über die komischen Seiten des Lebens wird zum bitteren Grinsen, weil er in einem zweiten Schritt zur Empathie mit der lächerlichen Figur gelangt und die Tragik von deren Leiden erfasst. Pirandello verfasste fast 250 Kurzgeschichten, in denen dieser Zugang immer wieder an scheinbar realistischen Episoden, oft im sizilianischen Kontext, gestaltet wird.
Seinen Weltruhm verdankt er freilich in erster Linie dem Theater. Unter dem von der Kritik geprägten Etikett „Theater des Grotesken“ zeigt Pirandello auch hier zunächst eine „Subversion von innen“ des traditionell-realistischen Theaters seiner Zeit, am schärfsten vielleicht in So ist es – wenn es ihnen so scheint (1916): Da leben drei Menschen zusammen, von denen zwei einander für verrückt halten, weil sie über die Identität der dritten Person nicht einig sind – und dennoch lieben sie einander und kommen gut miteinander aus. Erst als die Gesellschaft interveniert und eine eindeutige Identität für die dritte Person verlangt – ist es nun die Tochter der Frau Frola und erste Gattin von Herrn Ponza oder die zweite Frau, die Frau Frola im Wahn für ihre Tochter hält? –, muss eine Entscheidung gefunden werden, aber die fragliche Person erklärt ihre Identität als „Sowohl-Als Auch“ oder, mit anderen Worten: „Ich bin die, für die man mich hält“, so dass es scheint, als habe Pirandello hier eine Grundidee der Quantentheorie vorweggenommen. 1921 erreicht er schließlich Weltruhm mit Sechs Personen suchen einen Autor, einem Drama, das das Theater aufzuheben scheint, indem Figuren, denen ein Autor sich verweigert hat, weil ihm ihre Geschichte zu abgeschmackt erscheint, in eine Probe eines realen Theaters einbrechen, um ihre Geschichte doch auf die Bühne zu bringen, wobei allerdings auch diese Geschichte an der Unterschiedlichkeit der Wahrheiten jeder der Personen zu scheitern scheint. Mit diesem Stück und seinem Heinrich IV. (1922) wurde Pirandello weltberühmt. Die mit den Sechs Personen begonnene Trilogie des Theaters auf dem Theater machte ihn zum avantgardistischen „Revolutionär des Theaters“, später betrat er mit der Trilogie der dramatischen Mythen, vor allem mit dem letzten, unvollendeten Mythos Die Riesen vom Berge Neuland, in dem sich auf poetische Weise surrealistische Traumvisionen und eine Art „prä-postdramatisches Theater“ in unerhörter Dichte begegnen, wie Aufführungen dieses Werks von Giorgio Strehler, Hans Gratzer (Wien 1985), Luca Ronconi (Salzburger Festspiele 1994) gezeigt haben.

## Werke

### Lyrik
- Mal giocondo (Fröhliches Unglück), 1889.
- Rheinische Elegien (Elegie renane), Gedichte, 1889/90, veröffentlicht 1895.
- Pasqua di Gea, Gedichte, 1891.
- Zampogna, 1901.
- Fuori di chiave (Jenseits der Notenschlüssel), 1912.

### Dramen
Ursprünglich in Sizilianisch aufgeführte bzw. konzipierte Dramen (Auswahl):
- Der Schraubstock (La morsa) und Limonen aus Sizilien (Lumìe di Sicilia) (UA Roma 9. Dezember 1910);
- Cecè (UA 14. Dezember 1915);
- Professor Toti (Pensaci, Giacomino) (UA 10. Juli 1916);
- Liolà, Roma, Teatro Argentina (UA 4. November 1916).

Theater des „Grotesken“ (Auswahl):
- So ist es - wenn es Ihnen so scheint (Così è (se vi pare)) (UA 18. Juni 1917);
- Die Narrenkappe (Il berretto a sonagli) (UA 27. Juni 1917);
- Der Ölkrug (La giara) (UA 9. Juli 1917);
- Die Wollust der Anständigkeit (Il piacere dell'onestà) (UA 27. November 1917);
- Das Diplom (La patente) (UA 23. März 1918)
- Seine Rolle spielen (Il giuoco delle parti) (UA 6. Dezember 1918);
- Der Mensch, das Tier und die Tugend (L'uomo, la bestia e la virtù) (UA 2. Mai 1919);
- Alles in Ordnung (Tutto per bene) (UA 2. März 1920).

Trilogie des Theaters auf dem Theater und Stücke der 1920er Jahre (Auswahl):
- Sechs Personen suchen einen Autor (Sei personaggi in cerca d'autore) (UA 10. Mai 1921);
- Jeder auf seine Weise (Ciascuno a suo modo) (UA 22. Mai 1924);
- Heute abend wird aus dem Stegreif gespielt (Questa sera si recita a soggetto) (UA 25. Januar 1930, Königsberg in deutscher Sprache);
- Heinrich IV. (Enrico IV) (UA 24. Februar 1922);
- Der Dummkopf (L'imbecille) (UA 10. Oktober 1922);
- Die Nackten kleiden (Vestire gli ignudi) (UA 14. November 1922);
- Der Mann mit der Blume im Mund (L'uomo dal fiore in bocca) (UA 21. Februar 1923);
- Das Leben, das ich dir gab (La vita che ti diedi) (UA 12. Oktober 1923);
- Das Fest unseres Heilands vom Schiff (Sagra del signore della nave) (UA 4. April 1925);
- Wie Du mich willst (Come tu mi vuoi) (UA 18. Februar 1930);
- Wenn man Jemand ist (Quando si è qualcuno) (UA Buenos Aires 20. September 1933 in spanischer Sprache);
- Man weiß nicht wie (Non si sa come) (UA Prag in tschechischer Sprache 19. Dezember 1934);
- Ich träume, aber vielleicht auch nicht (Sogno, ma forse no) (UA Lissabon 22. September 1931 in portugiesischer Sprache).

Trilogie der Mythen:
- Die neue Kolonie (La nuova colonia) (UA 24. März 1928);
- Lazarus (Lazzaro) (UA 9. Juli 1929 Huddersfield in englischer Sprache);
- Das Märchen vom vertauschten Sohn (La favola del figlio cambiato) (Oper mit Musik von Malipiero, UA 24. März 1934);
- Die Riesen vom Berge (I giganti della montagna) (unvollendet, UA 5. Juni 1937).

### Erzählende Prosa
- Die Ausgestoßene (L'Esclusa). Roman. 1901
- Einer nach dem anderen (Il turno). Roman. 1902
- Mattia Pascal (Il fu Mattia Pascal). Roman. 1904
- Der Mann seiner Frau (Suo marito). Roman. 1911
- Die Alten und die Jungen (I vecchi e i giovani). Roman. 1913
- Die Aufzeichnungen des Kameramanns Serafino Gubbio (Quaderni di Serafino Gubbio operatore). Roman. 1916
- Einer, keiner, hunderttausend (Uno, nessuno e centomila). Roman. 1926
- Novellen für ein Jahr (Novelle per un anno). 15 Bände. 1922–1937

## Verfilmungen (Kino)
- 1925: Die zwei Leben des Mathias Pascal
- 1932: Wie Du mich wünschst (As You Desire Me)
- 1933: Arbeit macht glücklich (Acciaio)
- 1945: Die Liebe unseres Lebens (This love of ours)
- 1954: So geht’s im Leben (Questa e la vita)
- 1956: Nur Du allein (Never Say Goodbye)
- 1963: Liolà
- 1974: Die Reise nach Palermo (Il viaggio)
- 1984: Heinrich IV. (Enrico IV)
- 1984: Kaos
- 1988: In Silenzio – In aller Stille (In silenzio)
- 1999: La Balia

## Verfilmungen (Fernsehen)
Viele der Theaterstücke Pirandellos wurden vor allem in den 1960er-Jahren für das deutschsprachige Fernsehen verfilmt:
- Bellavita (ARD/HR 12. Juli 1962, 35'), Regie: Ettore Cella, mit Rudi Schmitt, Alfred Schlageter, Bum Krüger
- Der Krug (ARD/HR 19. April 1963, 50'), Regie: Ettore Cella, mit Bruno Hübner, Franz Kutschera, Ullrich Haupt
- Der Mann mit der Blume im Mund (ARD/HR 12. Juli 1962, 34'), Regie: Ettore Cella, mit Karl Paryla, Hans Elwenspoek, Alice Brüngger
- Die Nackten kleiden (ARD/BR 1. August 1963, 82'), Regie: Hans-Reinhard Müller, mit Hertha Martin, Herbert Fleischmann, Peter Lühr, Siegurd Fitzek, Paul Bösiger
- Der Schraubstock (ARD/BR 12. Juli 1962, 40'), Regie: Ettore Cella, mit Franz-Joseph Steffens, Ursula Lingen, Christian Monden, Elfriede Volker
- Sechs Personen suchen einen Autor (ARD/WDR 1. September 1964), Regie: Dr. Eberhard Itzenplitz, mit Ruth Hausmeister, Horst Tappert, Helmut Förnbacher
- Sechs Personen suchen einen Autor (ARD/SFB & WDR 29. Dezember 1982, 100'), Regie: Klaus Michael Grüber, mit Peter Roggisch, Angela Winkler, Kurt Hübner
- So ist es – ist es so? (ARD/BR 11. August 1960, 80'), Regie: Hans-Reinhard Müller, mit Peter Capell, Mila Kopp, Pinkas Braun, Horst Tappert
- Das Vergnügen, anständig zu sein (ARD/SFB 14. November 1962, 52'), Regie: William Dieterle, mit Lothar Blumhagen, Uta Sax, Harald Leipnitz
- Das Vergnügen, anständig zu sein (ARD/BR 18. Oktober 1966, 88'), Regie: Hans Lietzau, mit Rolf Boysen, Konrad Georg, Lucie Mannheim
- Zitronen aus Sizilien (ARD/HR 19. April 1963, 41'), Regie: Ettore Cella, mit Fritz Nydegger, Helena Rosenkranz, Irene Haller

## Weiteres
Die Casa Pirandello, das Geburtshaus Pirandellos in Caos, beherbergt heute ein Museum. Zu sehen sind sein Arbeitszimmer, diverse Ausgaben seiner Werke, Fotografien und die Gartenanlagen, in denen seine Asche bestattet wurde.
Sein Sohn Fausto Pirandello war ein berühmter Maler.

## Weiterführende Literatur
- Cora Rok: Der spätere Literatur-Nobelpreisträger Luigi Pirandello als Bonner Student. In: Bonner Heimat- und Geschichtsverein (Hrsg.): Bonner Geschichtsblätter. Band 68, 2018, ISSN 0068-0052, S. 275–290.
- Michael Rössner: Pirandello Mythenstürzer. Wien 1981.
- Johannes Thomas (Hrsg.): Pirandello-Studien, Paderborn 1984.
- Johannes Thomas (Hrsg.): Pirandello und die Naturalismusdiskussion, Paderborn 1986.
- Frank-Rutger Hausmann und Michael Rössner (Hrsg.): Theatralisierung der Wirklichkeit und Wirklichkeit des Theaters, Aachen 1988.
- Frank-Rutger Hausmann und Michael Rössner (Hrsg.): Pirandello und die europäische Erzählliteratur, Aachen 1990
- Michael Rössner (Hrsg.): Pirandello zwischen Avantgarde und Postmoderne, Wilhelmsfeld 1996
- Michael Rössner, Informationen über meinen unfreiwilligen Aufenthalt auf der Erde. Leben und Werk Luigi Pirandellos, Berlin 2000.
- Wolfgang Sahlfeld, L'immagine riflessa. Pirandello e la cultura tedesca, Soveria Mannelli 2005.
- Michael Rössner, Alessandra Sorrentino (a cura di): Pirandello e la traduzione culturale, Rom 2012
- Michael Rössner, Alessandra Sorrentino (Hrsg.): Pirandello. Narrazione - memoria - identità, Bern-New York 2019
- Fausto De Michele Phänomene einer Rezeption. Luigi Pirandello zwischen Intertextualität und Intermedialität. Berlin 2015.
- Cornelia Klettke: Luigi Pirandello, Sei personaggi in cerca d’autore. In: Manfred Lentzen (Hrsg.): Italienisches Theater des 20. Jahrhunderts in Einzelinterpretationen. Erich Schmidt, Berlin 2008, S. 87–113.
- Fausto De Michele, Michael Rössner (a cura di): Pirandello e l’identità europea. (Centro Nazionale Studi Pirandelliani) Metauro, Pesaro 2007.
- Thomas Klinkert, Michael Rössner (Hrsg.): Zentrum und Peripherie: Pirandello zwischen Sizilien, Italien und Europa (= Studienreihe Romania. Band 23). Erich Schmidt, Berlin 2006, ISBN 3-503-07979-3.
- Andrea Camilleri: Der vertauschte Sohn (Biografie; Biografia del figlio cambiato, Milano 2000), Berlin 2001.
- Giovanni di Stefano: Pirandello in Germania – Germania in Pirandello. In: Daniela Giovanardi, Harro Stammerjohann (Hrsg.): I Lettori d’italiano in Germania. Tübingen 1996. S. 43–58.
- Sarah Zappulla Muscarà (a cura di): Narratori siciliani del secondo dopoguerra. Giuseppe Maimone Editore, Catania 1990.
- Elio Providenti (a cura di): Archeologie pirandelliane. Giuseppe Maimone Editore, Catania 1990.
- Mirella Maugeri Salerno: Pirandello e dintorni. Giuseppe Maimone Editore, Catania, 1987.
- Sarah Zappulla Muscarà, Enzo Zappulla: Pirandello e il teatro siciliano. Giuseppe Maimone Editore, Catania 1986.
- Henning Mehnert: Pirandellos „Enrico IV“ und das Problem der multiplen Persönlichkeit. In: Germanisch-Romanische Monatsschrift. 1978, S. 325 ff.
- Franz Rauhut: Der junge Pirandello oder Das Werden eines existentiellen Geistes. München 1964.
- Jochen Trebesch: Luigi Pirandello : Leben und Werk 1867–1936: „Das Leben schreibt man, oder man lebt es“, Berlin: Nora, [2020], ISBN 978-3-86557-486-2